# 郑晓松
郑晓松（1959年9月—2018年10月20日），祖籍河北省石家庄市，出生于北京市。1983年1月参加工作，1986年5月加入中国共产党。挪威奥斯陆大学挪威语专业（外国学员班）毕业，曾在英国牛津大学外交官研究生班学习。生前曾任中共福建省委常委、秘書長，中华人民共和国中央人民政府驻澳门特别行政区联络办公室主任等职，是中共第十九届中央委员。

## 生平
1993年任外交部办公厅副处级秘书、正处级秘书，曾担任姜恩柱秘书。1997年任中共香港工委办公厅秘书、助理巡视员等职。2000年任中华人民共和国财政部国际司助理巡视员、副司长。2005年，任驻亚洲开发银行中国执行董事。2007年任财政部国际司司长。2012年4月任财政部部长助理。
2013年7月25日，任福建省人民政府副省长。2016年3月，升任中共福建省委常委，4月被免去省政府副省長職務，改任中共福建省委秘書長。2016年7月，调任中共中央对外联络部副部长。
2017年9月20日，58岁的鄭曉松接替王志民，任中央人民政府驻澳门特别行政区联络办公室主任，晋升正部级。
2018年10月21日，国务院港澳事务办公室发布公告称，郑晓松因患抑郁症于2018年10月20日晚在其澳门住所坠楼身亡，享年59歲。受中共中央委托，中共中央组织部和国务院港澳办官员21日专程前往澳门慰问郑晓松亲属，其骨灰於2018年11月3日上午在北京市八宝山革命公墓安放。